# Вёски (Лихославльский район)
Вёски (карел. V’oski) — деревня в Лихославльском районе Тверской области, административный центр Вёскинского сельского поселения. 
Деревня находится в 6 км от города Лихославль.

## Этимология
Название деревни, вероятно, происходит от наименования карельского племени веси (весь), проживавшего в этих местах в древности.

## История
В конце XIX — начале XX века деревня входила в состав Прудовской волости Новоторжского уезда Тверской губернии. В 1884 году в деревне было 132 двора. Крестьяне Вёски и соседней д. Иванцево занимались местными (28 извозчиков, 26 рабочих, 4 прислуги, портной) и отхожими (28 извозчиков, 4 торговца, свыше 30 рабочих, более 40 чел. прислуги) промыслами. 
С 1929 года деревня являлась центром Вёскинского сельсовета Лихославльского района Тверского округа Московской области, с 1935 года — в составе Калининской области. В 1930 создано артельное хозяйство "Ленинский путь", в 1931 - колхоз "Гигант". С 1994 года деревня — центр Вёскинского сельского округа, с 2005 года — центр Вёскинского сельского поселения. 

## Население
| 1859 | 1884 | 1997 | 2002 | 2010 |
| ---- | ---- | ---- | ---- | ---- |
| 713  | ↗753 | ↘739 | ↘675 | ↘625 |

## Инфраструктура
В деревне имеются средняя школа, детский сад, дом культуры, фельдшерско-акушерский пункт, отделение почтовой связи, банно-прачечный пункт в 2021 началось ресторация дома культуры и единственный на этот момент кинотеатра.

## Экономика
В деревне находится администрация ООО «Тверьагропром» — крупного сельскохозяйственного предприятия Лихославльского района (специализация — выращивание картофеля и овощей), созданного на месте СПК «Лихославльский». В настоящее время в Вёсках функционирует крупный комплекс по хранению и переработке картофеля и овощей.